# Marković (prezime)
Marković je često prezime u Hrvatskoj i Srbiji.
U 2011. godini bilo je deseto najčešće prezime u Hrvatskoj.

## Osobe s prezimenom Marković
- Andrija Marković (15. stoljeće), hrvatski graditelj i klesar
- Ante Marković (1924. – 2011.), predsjednik Predsjedništva SR Hrvatske
- Blaža Marković (1876. – 1915.), hrvatski književnik
- Dobrivoje Marković (1986. – ), srpski rukometni reprezentativac
- Dragan Marković (političar) (1960. – ), srpski političar
- Drago Marković (1901. – 1943.), sudionik Narodnooslobodilačke borbe i narodni heroj Jugoslavije
- Dujam Marković (17. stoljeće), bački hrvatski plemić
- Franjo Marković (1845. – 1914.), hrvatski filozof i književnik
- Goran Marković (19??. – ), hrvatski kazališni, televizijski i filmski glumac
- Ivana Dulić Marković (1961. – ), hrvatska političarka
- Ive Marković-Kora (1947. – ), hrvatski pjesnik i kipar
- Josip Marković (arhitekt) (1874. – 1969.), hrvatski arhitekt
- Josip Marković (odbojkaški dužnosnik) (1936. – 2011.), vojvođanski odbojkaški dužnosnik
- Marjan Marković (1981. – ), srpski nogometaš
- Marko Marković (1983. – ), hrvatski aktivistički umjetnik
- Mirko Marković (kartograf) (1929. – 2009.), hrvatski povjesničar, geograf i kartograf
- Mirko Marković (političar) (1960. – ), srednjoškolski profesor povijesti i zemljopisa
- Marijan Marković (1840. – 1912.), hrvatski biskup
- Mirjana Marković (1942. – 2019.), supruga bivšeg predsjednika Srbije i Savezne Republike Jugoslavije, Slobodana Miloševića
- Nenad Marković (1968. – ), bivši bosanskohercegovački košarkaš
- Olivera Marković (1925. – 2011.), srpska i jugoslavenska filmska, televizijska i kazališna glumica
- Pavo Marković (1985. – ), hrvatski vaterpolist
- Predrag Marković (1957. – ), srbijanski političar, književnik i novinar
- Rada Marković (1960. – ), hrvatska slikarica
- Radomir Marković (1946. – ), bivši vođa srpski UDBe
- Savić Marković Štedimlija (1906. – 1971.), crnogorski publicist, književnik i znanstvenik
- Stefan Marković (košarkaš) (1988. – ), srpski košarkaš
- Stevan Marković (1937. – 1968.), tjelohranitelj filmskog glumca Alaina Delona
- Svetozar Marković (1846. – 1875.), srpski socijalistički mislitelj, političar i publicist
- Tomislav Marković (1986. – ), hrvatski gimnastičarski reprezentativac
- Vlatko Marković (1937. – 2013.), nogometaš i nogometni trener
- Zdenka Marković (1884. – 1974.), hrvatska književnica

## Obitelj
- Marković, hrvatska plemićka obitelj iz Bačke

## Toponim
- Marković Polje, naselje u distriktu Brčko, BiH
- Marković Selo, naselje u Republici Hrvatskoj

## Događaj
- Afera Marković, politički skandal u Francuskoj kasnih 1960-ih